# 森山敦
森山 敦（もりやま あつし、1967年 - ）は、日本の映画プロデューサー・アニメプロデューサー。キングレコード上席執行役員。ライツビジネス本部長兼同本部コンテンツビジネス部長。株式会社ガイナックス取締役。
同社内にて、スターチャイルドレコード本部長・キング・アミューズメント・クリエイティブ本部長（ライツ担当）兼キングレコード第二営業本部長を歴任。

## 経歴
東京都出身。早稲田大学社会科学部卒業。1995年以降、テレビアニメやテレビドラマの製作を多数手がける。スターチャイルドレーベル担当役員兼エグゼクティブプロデューサーの大月俊倫とともに、スターチャイルドレーベルをキングレコードの中核事業へと成長させた。
その後、スターチャイルドが第三クリエイティブ本部と統合して、キング・アミューズメント・クリエイティブ本部になったことから、同本部の本部長に就任している。

## 携わった作品

### 映画
- ケイゾク/映画 Beautiful Dreamer（2000年）
- ホームカミング（2010年）
- 乱暴と待機（2010年）
- 電人ザボーガー（2011年）
- ぱいかじ南海作戦（2012年）
- 女子ーズ（2014年）

### ドラマ
- MAGISTER NEGI MAGI 魔法先生ネギま!（2007年）
- 親孝行プレイ（2008年）
- 漂流ネットカフェ（2009年）
- 子育てプレイ（2009年）
- クロヒョウ 龍が如く新章（2010年）
- MM9-MONSTER MAGNITUDE-（2010年）
- びったれ!!!（2015年）

### アニメ
- 少女革命ウテナ（1997年）
- 万能文化猫娘（1998年）
- アキハバラ電脳組（1999年）
- 闇の末裔（2000年）
- 魔法遊戯（2001年）
- シスター・プリンセス（2001年）
- 学園戦記ムリョウ（2001年）
- 朝霧の巫女（2002年）
- 奇鋼仙女ロウラン（2002年）
- プリンセスチュチュ（2002年）
- 陸上防衛隊まおちゃん（2002年）
- 朝霧の巫女（2002年）
- ラブひな Again（2002年）
- あずまんが大王（2002年）
- BPS バトルプログラマーシラセ（2003年）
- 瓶詰妖精（2003年）
- 魁!!クロマティ高校（2003年）
- エイケン（2003年）
- BECK（2004年）
- ぱにぽに（2005年）
- まほらば（2005年）
- ながされて藍蘭島（2007年）
- さよなら絶望先生（2007年）
- ヨスガノソラ（2010年）
- 電波女と青春男（2011年）
- Dororonえん魔くん メ〜ラめら（2011年）
- C3 -シーキューブ-（2011年）
- みツわの（2013年）
- クロスアンジュ 天使と竜の輪舞（2014年）
- シドニアの騎士（2014年）
- 夜ノヤッターマン（2015年）
- 青春×機関銃（2015年）

### バラエティ
- 戦国鍋TV 〜なんとなく歴史が学べる映像〜

### 音楽
- 林原めぐみ
  - feel well（2002年）
  - center color（2004年）
  - A Happy Life（2007年）
  - Plain（2007年）
- 堀江由衣
  - 水たまりに映るセカイ（2000年）
  - 黒猫と月気球をめぐる冒険（2001年）
  - ほっ?（2003年）
  - sky（2003年）
  - スクランブル（2004年）
  - 楽園（2004年）
  - 嘘つきアリスとくじら号をめぐる冒険（2005年）
  - ヒカリ（2006年）
  - 恋する天気図（2007年）
  - Days（2007年）
  - バニラソルト（2008年）
  - Darling（2008年）
  - silky heart（2009年）
  - HONEY JET!!（2009年）
  - PRESENTER（2013年）
- 野中藍
  - サプリメント（2009年）
- 岡崎律子
  - ラブひな OKAZAKI COLLECTION（2001年）
  - life is lovely.（2003年）
  - for RITZ（2004年）
- eufonius
  - スバラシキセカイ（2006年）
- 宇都宮隆
  - TRILOGY（2012年）
- とらドラ!
  - とらドラ! キャラクターソングアルバム（2009年）
  - オレンジ（2009年）
  - コンプリイト/プリーズ フリーズ（2009年）
- さよなら絶望先生
  - 絶望大殺界（2008年）
  - 暗闇心中相思相愛（2009年）
  - 絶望レストラン（2009年）
  - 林檎もぎれビーム!（2009年）

## 関連人物
- 大月俊倫